# تجارت صفرای خرس

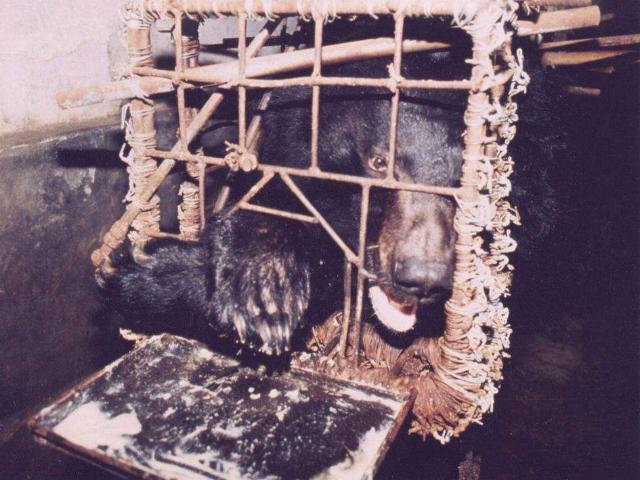
یک خرسِ صفرازا که برای تولیدِ صفرا در شرایطِ خُردکننده قرار داده شده‌است.

خرسِ صفرازا یا خرسِ مولدِ صفرا به خرسی گفته می‌شود که در شرایطِ اضطراری، ترس و ناراحتی نگه داشته می‌شود تا صفرای موردِ نظرِ تولیدکنندگان را که در کیسه صفرای جانور گردآمده و بیشتر در طب سنتی چین بکار می‌رود را بدست دهد. مادهٔ مؤثرِ صفرای خرس، اورسودوکسی کولیک است. اینکار گونه‌ای جانورآزاری است.

## کشورهای عمدهٔ تولیدکنندهٔ صفرای خرس

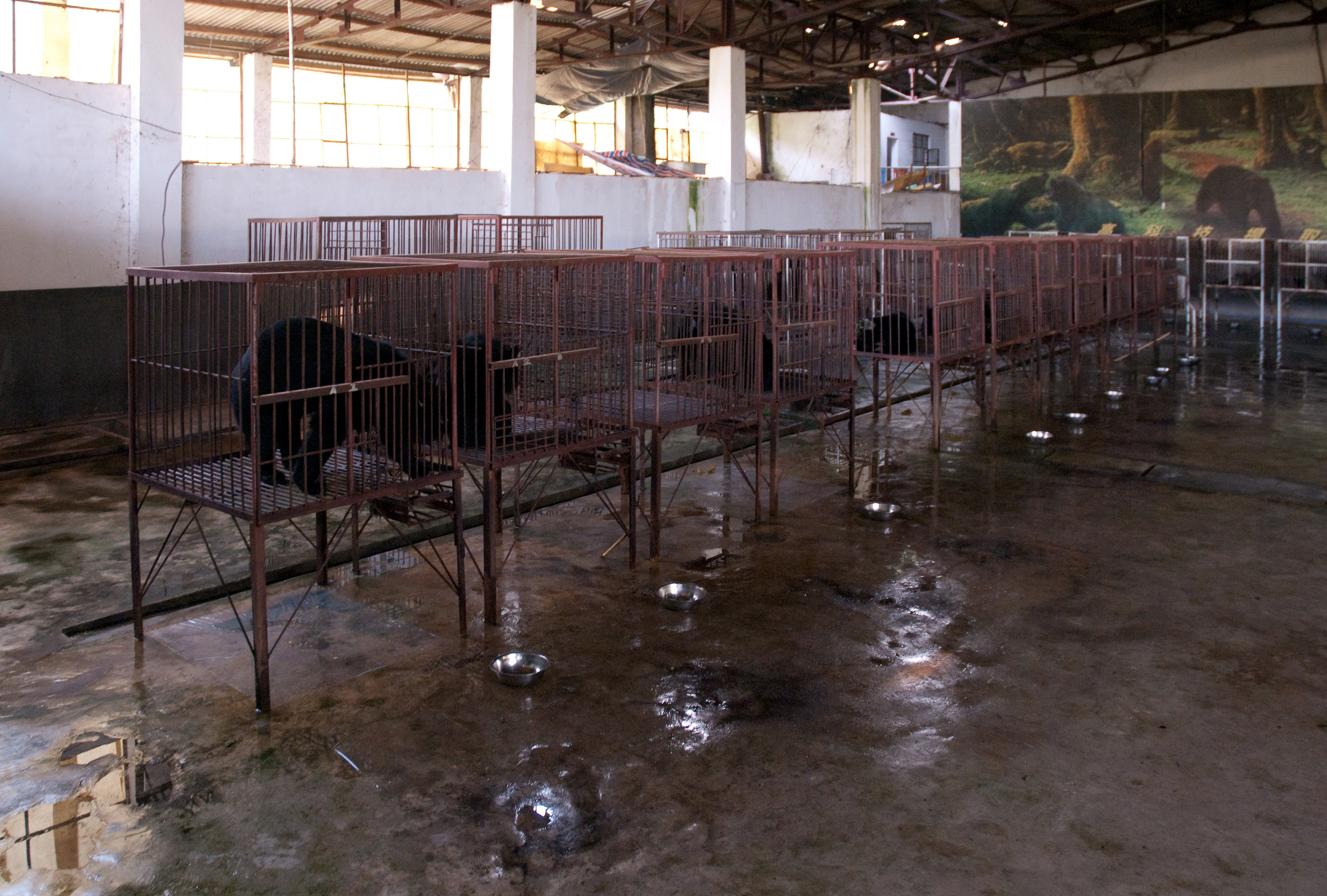
عموماً خرس‌ها را در قفس‌های عصاره‌گیری قرار می‌دهند.

خرس‌ها در کشورهای جمهوری خلق چین، کره جنوبی، لائوس، ویتنام و میانمار در شرایطِ بسیار ناراحت‌کننده قرار می‌گیرند تا صفرا بسازند.

## گونه‌ها

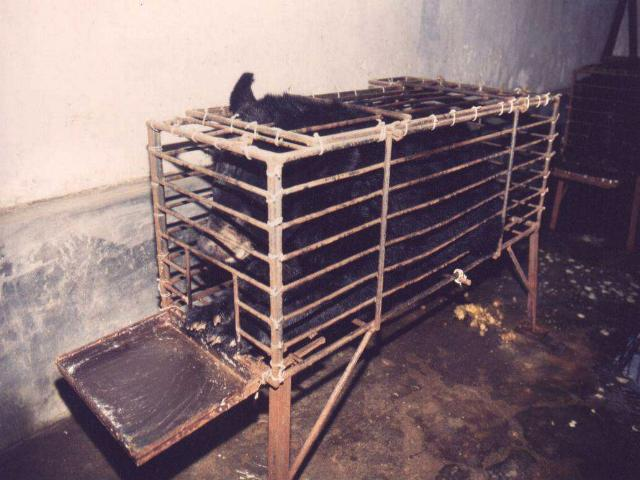
یک خرسِ صفرازا در قفسِ خُردکننده

معمولاً از خرس سیاه آسیایی (Ursus thibetanus)، خرس آفتاب (Helarctos malayanus) و خرس قهوه‌ای (Ursus arctos) درین فرایندها سوءاستفاده می‌شود.